# Peperomia pallidibacca
Peperomia pallidibacca är en pepparväxtart som beskrevs av C. Dc.. Peperomia pallidibacca ingår i släktet peperomior, och familjen pepparväxter. Inga underarter finns listade i Catalogue of Life.